# Pierrelaye
Pierrelaye egy község Franciaországban. Lakosainak száma 10 230 fő (2022. január 1.).

## Földrajza
Pierrelaye Méry-sur-Oise, Herblay-sur-Seine, Beauchamp, Bessancourt, Montigny-lès-Cormeilles és Saint-Ouen-l’Aumône községekkel határos.

## Testvértelepülések
- Sásd